# 阿爾塞塔斯二世 (伊庇魯斯)
阿爾塞塔斯二世（希臘語：Ἀλκέτας），是摩羅西亞國王及伊庇魯斯聯盟統帥。公元前313年到公元前307年間統治摩羅西亞王國。阿利巴斯(Arymbbas)之子，因為他性情難以管教，導致被他父親放逐，並立他弟弟埃阿喀得斯為繼承者。
公元前313年，埃阿喀得斯在與馬其頓卡山德的軍隊作戰中陣亡，伊庇魯斯人便把阿爾塞塔斯請回並當摩羅西亞王國國王。卡山德持續派遣部隊與它對抗，但他們兩者最終在公元前312年締結盟約。之後，阿爾塞塔斯二世殘暴的統治迫使伊庇魯斯人群起反對他，並殺了阿尔奇塔和他的兒子們，而埃阿喀得斯之子皮洛士在伊利里亞國王格勞喀阿幫助下得到王位。
| 統治者頭銜        | 統治者頭銜                                       | 統治者頭銜    |
| ----------------- | ------------------------------------------------ | ------------- |
| 前任： 埃阿喀得斯 | 摩羅西亞國王及伊庇魯斯聯盟統帥 前313年 – 前307年 | 繼任： 皮洛士 |